# Oediblemmus chopardi
Oediblemmus chopardi är en insektsart som beskrevs av Morales-agacino 1956. Oediblemmus chopardi ingår i släktet Oediblemmus och familjen syrsor. Inga underarter finns listade i Catalogue of Life.